# Unterbözberg
Unterbözberg (schweizerdeutsch: ˈʊn.dər.bœts.bɛrg) war bis 2012 eine aus mehreren Weilern bestehende selbständige Einwohnergemeinde im Schweizer Kanton Aargau. Sie gehörte zum Bezirk Brugg und ging am 1. Januar 2013 in der neuen Gemeinde Bözberg auf.

## Geographie
Die ehemalige Gemeinde, rund vier Kilometer westlich des Bezirkshauptorts Brugg am Bözbergpass gelegen, besass kein eigentliches Zentrum, sondern umfasste verschiedene Weiler auf einer leicht geneigten Hochebene. Unmittelbar an der Bözberg-Passstrasse liegen Neustalden (569 m ü. M.) und Vierlinden (514 m ü. M.). Maximal einen halben Kilometer nördlich davon liegen Altstalden (583 m ü. M.), Birch (557 m ü. M.), Ursprung (507 m ü. M.) und Hafen (485 m ü. M.) (jeweils von West nach Ost gesehen). Rund anderthalb Kilometer nördlich der Passstrasse und jenseits des Reinerbachs liegen Egenwil (565 m ü. M.) und Kirchbözberg (479 m ü. M.). Die Infrastruktureinrichtungen wie Post, Gemeindeverwaltung und Schule sind im Weiler Ursprung konzentriert, der sich ungefähr in der Mitte des ehemaligen Gemeindegebietes befindet. Neu-Stalden liegt direkt auf der Passhöhe.
Die Fläche des ehemaligen Gemeindegebiets betrug 611 Hektaren. Der höchste Punkt lag auf dem Homberg nordwestlich von Egenwil auf 608 Metern, der tiefste auf 420 Metern an der Passstrasse bei Hafen. Nachbargemeinden waren Oberbözberg im Norden, Riniken im Osten, Brugg im Südosten, Villnachern im Süden, Gallenkirch und Linn im Südwesten sowie Effingen im Westen.

## Geschichte
Bereits die Römer nutzten den Bözberg als Passübergang zwischen Augusta Raurica und Vindonissa. Die Römerstrasse verlief damals etwas weiter nördlich als heute, von Effingen über Oberbözberg nach Stilli, wo sie auf die Strasse nach Vindonissa (Windisch) traf. Im 5. oder 6. Jahrhundert liessen sich die Alamannen nieder und gründeten mehrere Streusiedlungen. Im Jahr 1189 erfolgte die erste urkundliche Erwähnung von Bozeberch, als Papst Clemens III. Eigentum des Klosters Muri bestätigte. Der Ortsname stammt vom lateinischen (ad montem) Vocetum, wobei Vocetum auf das keltische Wort Voceton zurückgeht, das mit Wald oder Gehölz übersetzt werden kann.

Historisches Luftbild von Vierlinden von Werner Friedli von 1954

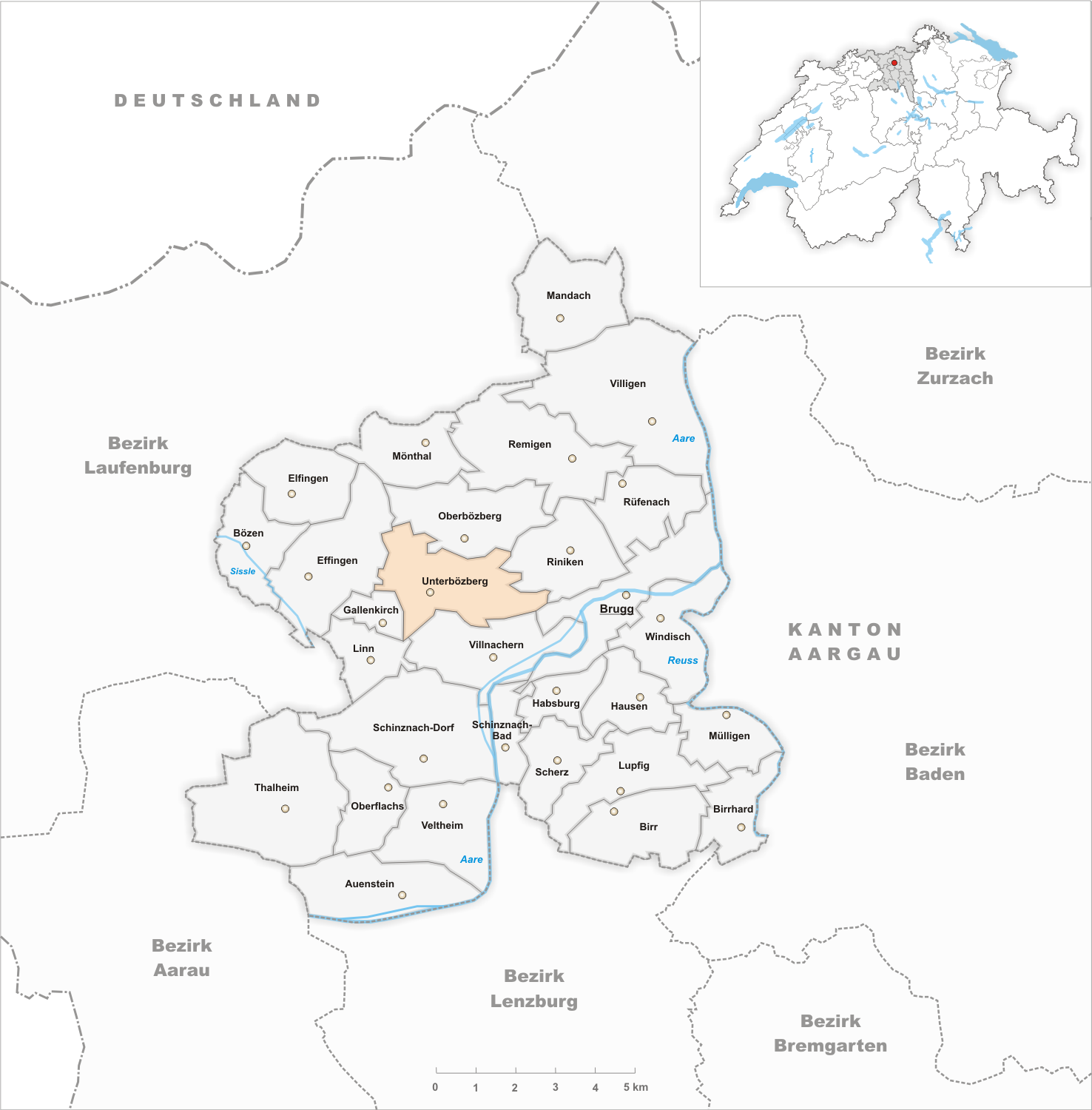
Gemeindestand vor der Fusion am 1. Januar 2013

Im Mittelalter begannen die Habsburger, ihren Herrschaftsbereich auch auf den Bözberg auszudehnen. Zu diesem Zweck fassten sie im 13. Jahrhundert ihre Besitzungen in dieser Gegend zum Gericht Bözberg zusammen. Dazu gehörten neben Unter- und Oberbözberg auch Lauffohr, Linn, Mönthal, Rein, Remigen, Riniken, Rüfenach, Stilli und Villigen. In diesen Dörfern übten die Habsburger die Blutgerichtsbarkeit aus, in Mönthal, Remigen und Villigen auch die niedere Gerichtsbarkeit. Das Gericht wechselte ab 1348 durch Verpfändung mehrmals den Besitzer und kam 1377 schliesslich zur Herrschaft Schenkenberg.
Die Stadt Bern besetzte 1460 die Herrschaft militärisch und fügte sie den übrigen Untertanengebieten im Berner Aargau an. 1528 führten die Berner die Reformation ein. 1566 erfolgte die Aufteilung des Gerichtsbezirks in einen oberen Bezirk mit Bözberg und Linn sowie in einen unteren Bezirk mit den übrigen Dörfern. 1779 entstand eine neue Bözberg-Passstrasse über Vierlinden und Neustalden, welche die alte Strecke über Oberbözberg ersetzte. Im März 1798 nahmen die Franzosen die Schweiz ein, entmachteten die «Gnädigen Herren» von Bern und riefen die Helvetische Republik aus. Der Bözberg gehört seither zum Kanton Aargau.
Nach der Mediation von 1803 war Bözberg die grösste Gemeinde des Bezirks Brugg. Doch sie hatte kein eigentliches Zentrum, und die einzelnen Siedlungen lagen zum Teil kilometerweit voneinander entfernt. Im 19. Jahrhundert gab es mehrere Versuche, die Gemeinde aufzuteilen, wobei die Initiative stets von Oberbözberg ausging, das sich vernachlässigt fühlte. Vier Gesuche in den Jahren 1826, 1836, 1858 und 1870 scheiterten am Widerstand der Kantonsbehörden, 1858 war sogar eine Aufteilung in drei Gemeinden vorgesehen. Am 24. September 1872 war der fünfte Anlauf erfolgreich, als der Grosse Rat die Teilung in zwei Gemeinden beschloss.
Bis zur Mitte des 20. Jahrhunderts blieb Unterbözberg eine reine Bauerngemeinde. Zwischen 1880 und 1900 nahm die Bevölkerungszahl um fast einen Fünftel ab, stieg jedoch in den folgenden Jahrzehnten wieder langsam an. Mit dem Ausbau der nahen Bözbergstrasse wandelte sich Unterbözberg allmählich zu einer leicht erreichbaren Wohngemeinde. Eine rege Bautätigkeit führte ab 1980 zu einer Zunahme um über einen Viertel.
Am 2. Dezember 2011 stimmte die Gemeindeversammlung dem Fusionsvertrag mit den Nachbargemeinden Linn, Gallenkirch und Oberbözberg zu. Die Stimmberechtigten bestätigten diesen Beschluss am 11. März 2012 in einer Abstimmung mit 232 zu 181 Stimmen. Die vier Gemeinden schlossen sich zum 1. Januar 2013 zur neuen Gemeinde Bözberg zusammen.

## Sehenswürdigkeiten
Die Reformierte Kirche in Kirchbözberg, 1227 als Pfarrkirche St. Martin erstmals urkundlich erwähnt, entstand vermutlich im 11. Jahrhundert an der Kreuzung der alten Römerstrasse mit dem Weg von Laufenburg nach Brugg. Sie diente auch als Versammlungsort für die Bewohner der zahlreichen verstreuten Siedlungen. Die Grundstruktur ist im romanischen Stil und wurde 1483 durch Verlängerungen des Kirchenschiffs und Anbauten im gotischen Stil erweitert. 1825 trug man den ursprünglichen Kirchturm an der Ostseite ab und ersetzte ihn neun Jahre später durch einen Turm an der Westseite. Das Pfarrhaus entstand 1664/65 im spätgotischen Stil.

## Wappen

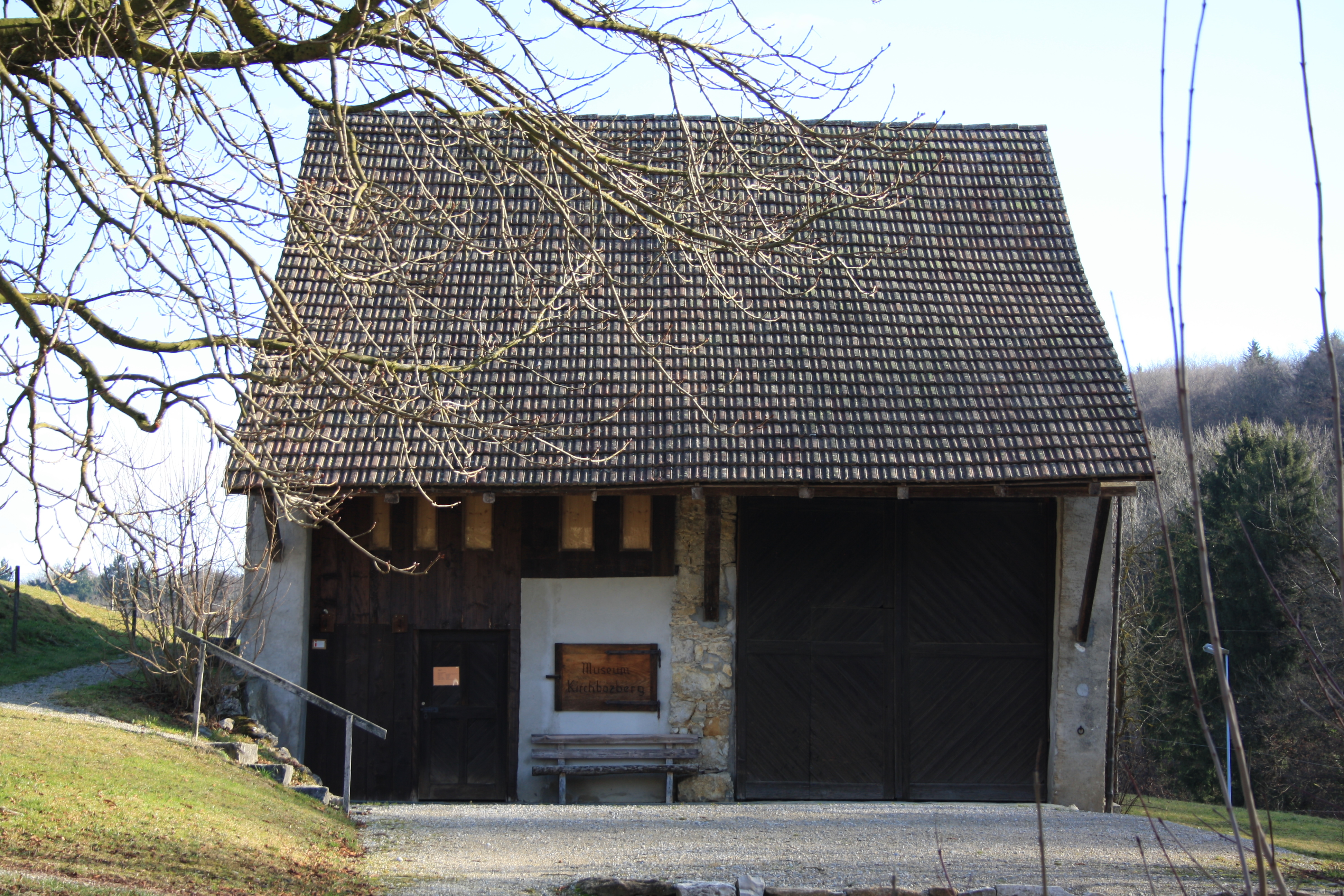
Museum Kirchbözberg

Die Blasonierung des ehemaligen Gemeindewappens lautet: «In Grün weisser rechter Schrägbalken, begleitet von je zwei gelben Lindenblättern.» Das Wappen in seiner heutigen Form existiert seit 1962. Die Lindenblätter stehen für den Ortsteil Vierlinden, während der Schrägbalken die Bözberg-Passstrasse symbolisiert. Das alte Wappen, das seit der Gemeindeteilung von 1872 existierte, zeigte vier mächtige Lindenbäume auf vier Hügeln, was sich jedoch heraldisch nicht befriedigend darstellen liess.

## Bevölkerung
Die Einwohnerzahlen entwickelten sich wie folgt (1803 bis 1870 inkl. Oberbözberg):
| Jahr      | 1764 | 1803 | 1850 | 1870 | 1900 | 1930 | 1950 | 1960 | 1970 | 1980 | 1990 | 2000 | 2010 |
| Einwohner | 344  | 827  | 1060 | 904  | 410  | 416  | 492  | 542  | 588  | 587  | 657  | 754  | 733  |

Am 31. Dezember 2012 lebten 742 Menschen in Unterbözberg, der Ausländeranteil betrug 8,5 %. Bei der Volkszählung 2000 bezeichneten sich 55,7 % als reformiert und 28,4 % als römisch-katholisch; 15,9 % waren konfessionslos oder gehörten anderen Glaubensrichtungen an. 94,4 % gaben Deutsch als ihre Hauptsprache an, 1,5 % Albanisch und 1,3 % Italienisch.

## Verkehr
Durch die ehemalige Gemeinde verläuft die Hauptstrasse 3 von Basel über den Bözbergpass nach Zürich. Seit der Eröffnung der Autobahn A3 im Jahr 1996 hat der Durchgangsverkehr über die Passhöhe markant abgenommen, was eine spürbare Verbesserung der Lebensqualität zur Folge hatte. Unterbözberg wird durch zwei Postautolinien an das Netz des öffentlichen Verkehrs angebunden. Sie führen vom Bahnhof Brugg aus über die Passstrasse nach Frick sowie mit einem Umweg über Oberbözberg nach Linn.

## Persönlichkeiten
- Jakob Amsler-Laffon (1823–1912), Mathematiker, Ingenieur und Fabrikant